# Wilhelm Trabert
Wilhelm Trabert (Frankenberg (Eder), 17 de setembro de 1863 – Viena, 24 de fevereiro de 1921) foi um meteorologista alemão,
Foi eleito membro da Academia Leopoldina em 8 de julho de 1901.

## Obras
- Meteorologie. 1896, 2. Ed. 1904 (Archive), 3. Ed 1912, 4. Ed. 1916, 5. Ed. 1929
- Meteorologie und Klimatologie. Franz Deuticke, Leipzig und Wien 1905 (Archive)
- Lehrbuch der kosmischen Physik. B. G. Teubner, Leipzig und Berlin 1911 (Archive)